# Перепечко, Марек
Марек Перепечко (пол. Marek Perepeczko) (3 апреля 1942, Варшава — 16 ноября 2005, Ченстохова) — польский актёр театра и кино, наиболее известен по роли Яношика в телесериале Janosik. В 1980-х работал в Австралии, в 1989 году вернулся в Польшу, где продолжил творческую карьеру.

## Биография
Родился в Варшаве. В молодости хотел стать архитектором но позднее решил стать актёром. В 1960-61 годах выступал в поэтической студии Анджея Коница на польском телевидении (TVP), в 1960-х выступал в классическом театре и в театре комедии. В 1965 закончил актёрский факультет Театральной академии имени Александра Зельверовича. В том же году впервые выступил на театральной сцене академии в спектакле «Śluby panieńskie» (Девичьи обеты) Александра Фредро (1965) режиссёра Рышарда Ханина и в программе малых театральных номеров режиссёра Казимежа Рудзкего. Также впервые снялся в кино (фильм «Пепел» режиссёра Анджея Вайды). Четыре года спустя он снялся в роли молодого Нововейского в фильме «Пан Володыёвский» режиссёра Ежи Гофмана. В 1970-77 работал актёром Варшавского театра комедии. В 1973 исполнил главную роль в сериале Яношик режиссёра Ежи Пассендорфа. Выступал на сценах варшавских театров. В 1965-69 годах работал в классическом театре имени Станислава Игнация Виткевича после работал в Варшавском театре комедии.
В 1980-х находился за границей, уехал в Австралию, где руководил любительскими театрально-литературными клубами и основал Временное общество любителей театра им. Виткацего. Более 15 лет не выступал на польских театральных сценах или перед камерами. Вернулся на родину в 1989 году, после смены власти в Польше. Играл в представлениях телевизионного драматического театра. В 1970—1977 годах был директором комедийного театра. В конце 1990-х вернулся к работе в сериалах — сыграл роль коменданта поста в комедийном сериале «пост № 13» режиссёра Мацея Щлешицкого (1997—1998) и в новой части этого сериала 2000 года. В 1997—2003 годах был актёром и директором театра им. Мицкевича в Ченстохове. В 1998 выступил в качестве режиссёра спектакля «Дамы и гусары» Александра Фредро (1998).
В 2003 Перепечко сотрудничал с драматическим театром им. Ежи Шанавскего в г. Плоцке и получил награду «Серебряная маска» от общества друзей театра за роль Мариана Козели в спектакле «Dwie morgi utrapienia» Марка Реботша (2003). Также выступил в качестве режиссёра данного спектакля. Поставил спектакль «O co biega?» (Посмотрите, как они бегают) английского режиссёра Филиппа Кинга (2004) и сыграл в нём главную роль.
Незадолго до своей кончины готовил к постановке спектакль «Dwie morgi utrapienia» в театре городе Чески-Тешин (Чехия).
Скончался скоропостижно от инфаркта в своём доме в Ченстохове в возрасте 63 лет. Урна с прахом Перепечко была захоронена 28 ноября 2005 года на варшавском кладбище Старые Повонзки.

## Личная жизнь
Перепечко свыше 40 лет был женат на актрисе Агнешке Фиткау, с которой познакомился в театральной академии. Детей у него не было. Марек Перепечко — двоюродный брат моряка и писателя Анджея Перепечко.
В юности он занимался греблей, баскетболом и бодибилдингом (считался весьма перспективным игроком), чему обязан своей атлетичной фигурой. Рост актёра составлял 190 см.
В своей актёрской карьере часто исполнял песни преимущественно из репертуара Владимира Высоцкого.
Образцами актёров для него были Тадеуш Ломницкий, с которым он работал над фильмами «Потом наступит тишина» и «Пан Володыёвский» и Лоренс Оливье.

## Награды
В 2000 году за роль Вернигоры в "Веселье" (1999) режиссёра Ханушкевича в тетаре имени Мицкевича в Ченстохове удостоился награды "Золотая маска" (Złotа Maskа) .
В 2003 удостоился награды "Серебряная маска" (Srebrnа Maskа) от общества друзей драматического театра г.Плоцка за роль Мариана Козели в спектакле "Dwie morgi utrapienia" (Два акра неприятностей) Марка Реботша.
В 2012 году актёр был номинирован на награду Złota Kaczka (рус. Золотая утка) в номинации лучший актёр польского фильма-триллера (Najlepszy aktor polskich filmów sensacyjnych) за роль в фильме Волчье эхо (1968).

## Память
- 31 октября 2014 на аллее Пресвятой Девы Марии в Ченстохове была установлена мемориальная лавочка актёра[пол.] [10].

## Избранная фильмография
- Потом наступит тишина (1960) — Поручик Кольский
- Zejście do piekła (рус. Сошествие в ад) (1966) — Odyn Schweiser
- Волчье эхо (1968) — Альжек Пивко
- Охота на мух (1969) — рекламный агент в редакции «Myśli Młodych»
- Gniewko, syn rybaka (рус. Гневко, сын рыбака) (телесериал, 1968—1970) — Gniewko
- Пан Володыёвский (1969) — Адам Нововейский
- Przygody pana Michała (рус. Приключения пана Михала) (телесериал, 1969) — Адам Нововейский
- Березняк (1970) — Михал
- Kolumbowie (рус. Колумбы) (телесериал, 1970) — «Malutki»
- Przygoda Stasia (рус. Приключение Стася) (1970) — отец Стася
- Motodrama (рус. Мотодрама) (1971) — тяжелоатлет Niuniek
- Свадьба (1972) — Ясек
- Janosik (рус. Яношик) (телесериал, (1973) — Юрай Яношик.
- Janosik (рус. Яношик) (1974) — Юрай Яношик
- Awans (рус. Продвижение) (1974) — Антек
- Śmierć autostopowiczek (на чешском: Smrt stopařek) (рус. Смерть автостопщиц) (1979)
- 13 posterunek (рус. 13-й пост) (serial telewizyjny, (1997—1998) — комендант (надкомиссар полиции) Władysław Słoik
- Охранник для дочери (1997) — Юзеф, отец Сары
- Пан Тадеуш (1999) — Мацей Добжинский «Баптист»
- 13 posterunek 2 (рус. 13-й пост - 2) (serial telewizyjny, (2000) — комендант (надкомиссар полиции) Władysław Słoik
- Atrakcyjny pozna panią...  (рус. Привлекательный познакомится с пани...) (2004) — Генрик
- Dublerzy (рус. Дублёры) (2006) — Корацци
- Dublerzy (рус. Дублёры) (сериал) (2006) — Корацци